# Abteh
Abteh  (in arabo ابطيح‎?) è un centro abitato e comune rurale del Marocco situato nella provincia di Tan-Tan, regione di Guelmim-Oued Noun. Conta una popolazione di 264 abitanti (censimento 2014).